# Àrab clàssic
L'àrab clàssic, també anomenat àrab culte (àrab: العربية الفصحى, al-ʿarabiyya al-fuṣḥà) i àrab alcorànic, és una varietat de l'idioma àrab. L'àrab clàssic és la forma de la llengua àrab utilitzada en els texts omeies i abbàssides (segles VII a IX). Està basat en els dialectes medievals de les tribus àrabs. L'àrab estàndard modern és descendent directe de l'idioma usat modernament en el món àrab, en l'escriptura i l'idioma formal parlat, per exemple, en discursos i transmissions radiofòniques. Mentre que l'estilística i el lèxic de l'àrab estàndard modern és diferent de l'àrab clàssic, la morfologia i la sintaxi s'han mantingut bàsicament sense alteracions. Els dialectes vernaculars, però, han canviat més dràsticament. En el món àrab, es fa poca distinció entre l'àrab clàssic i l'estàndard modern, i en àrab ambdues són anomenades al-fusha (الفصحى), que significa ‘eloqüent’.

## Història

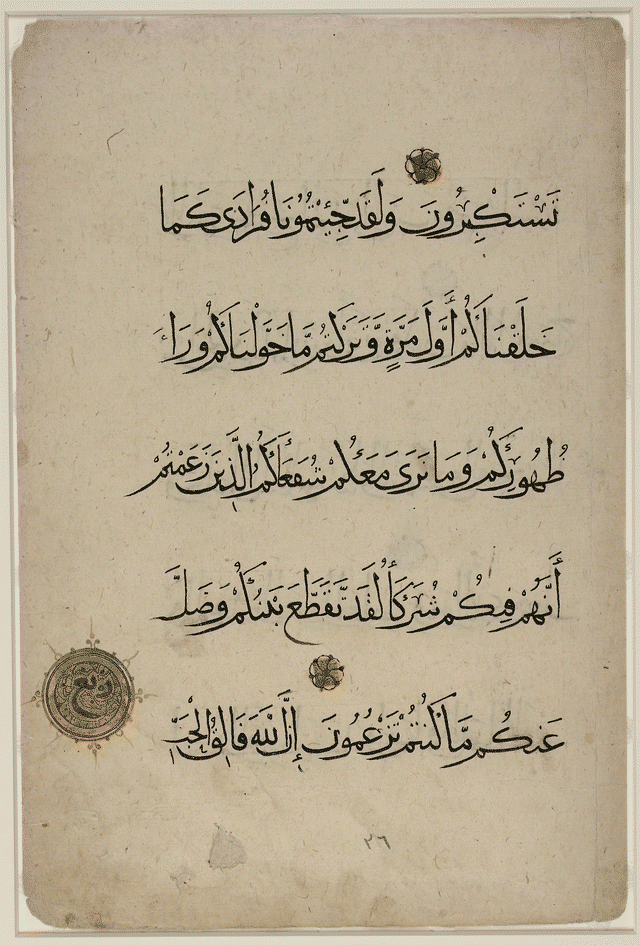
6è cap. de l'Alcorà en àrab clàssic.

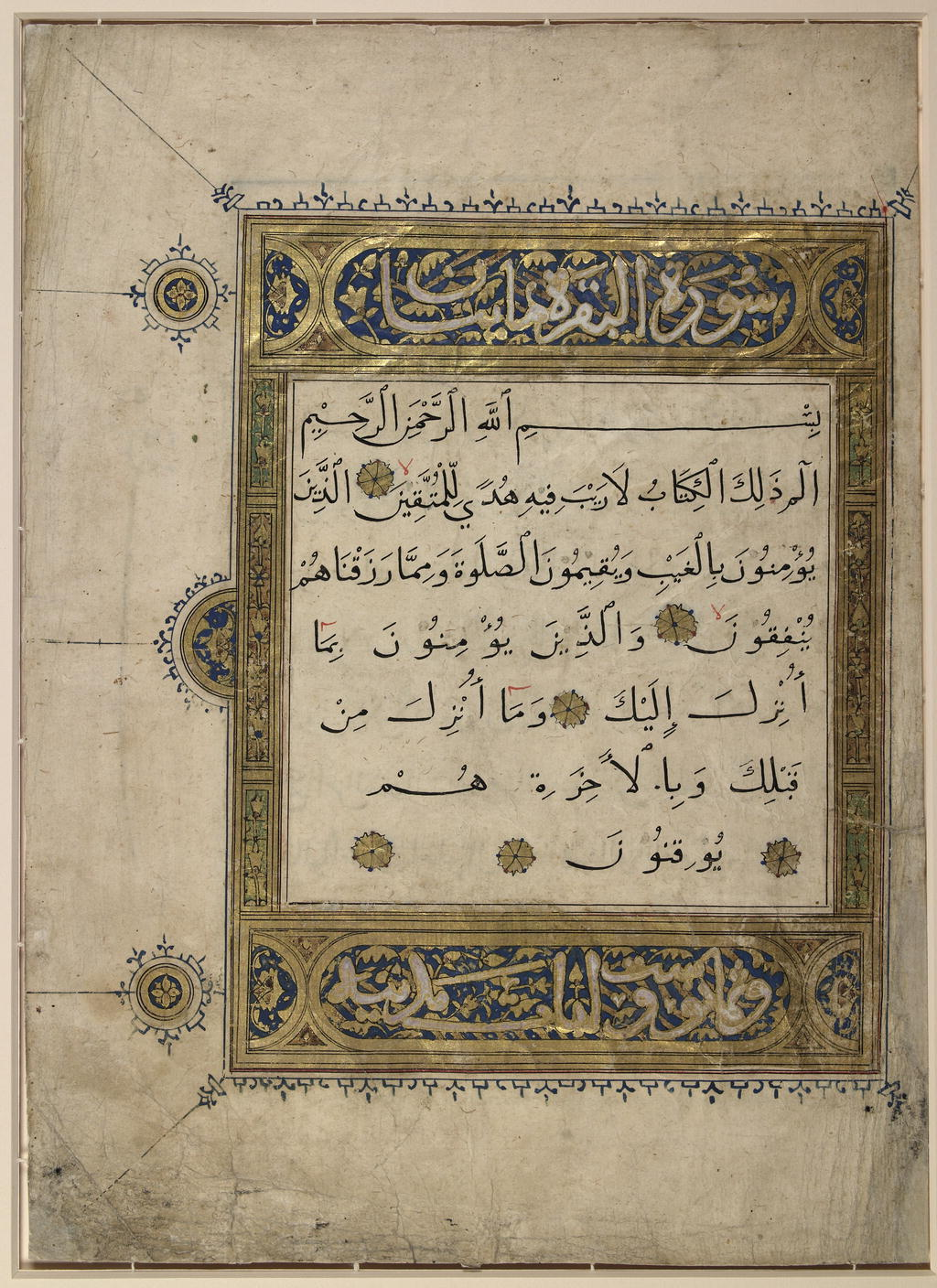
Versos de l'Alcorà en àrab clàssic.

L'origen de l'àrab clàssic es troba en les parts nord i central de la península Aràbiga i és diferent de les llengües de l'àrab antic del sud, les quals van ser parlades a la part sud de la península, al modern Iemen. L'àrab clàssic és l'única llengua supervivent de les llengües de l'àrab antic del nord. La inscripció més antiga en àrab clàssic data del 328 dC i se la coneix com la inscripció de Namara. Va ser escrita en l'alfabet nabateu i trobada al sud de Síria a l'abril de 1901.
Amb l'expansió de l'islam, l'àrab clàssic va esdevenir una llengua d'importància a escala internacional i de devoció religiosa, ja que és la llengua en què va ser revelat l'Alcorà. La seva relació amb els dialectes moderns és similar a la relació entre el llatí i les llengües romàniques o entre l'idioma xinès mitjà i idioma xinès.

## Ús
En àrab, sol anomenar-se al-lugha al-arabiyya al-fusha, ‘la llengua àrab més eloqüent’ (àrab: اللغة العربية الفصحى, al-luḡa al-ʿarabiyya al-fuṣḥà). Està basat en les modalitats parlada i literària en ús a la regió del Hijaz al segle vii. Està fixada originalment per l'Alcorà i la poesia àrab preislàmica.
Paral·lelament a l'ús literari i oficial de l'àrab clàssic, s'han desenvolupat diferents modalitats d'àrab dialectal o àrab parlat que han conviscut amb el clàssic en situació de diglòssia. Hi ha discussió sobre si aquestes varietats dialectals procedeixen d'una transformació de l'àrab clàssic o si cal buscar-ne l'origen directament en dialectes preislàmics.
A partir del segle xix, l'àrab clàssic ha donat lloc a una subvarietat que, de vegades, rep el nom d'àrab culte modern, àrab literal modern o àrab estàndard.

## Morfologia
L'àrab clàssic pertany a la família de llengües semítiques i, per tant, guarda nombroses similituds en pronunciació i conjugació amb idiomes com l'hebreu, arameu, accadi i amhàric. El seu ús de vocals per a modificar un grup base de consonants és similar a l'hebreu bíblic.
Per exemple:
- k a t a b a, ell va escriure
- ya kt u b u, ell escriu
- ma kt ū b un, escrit (paraules)
- k i t ā b un, llibre
- k u t u b un, llibres
- k i t ā b atun, escriptura
- k i t ā b atun, escriptures (plural femení)
- ma kt a b un, oficina, escriptori
- ma kt a b atun, biblioteca
- k ā t i b un, escriptor
- k ā t i b ūna, escriptors (plural masculí)
- k u tt ā b un, escriptors (plural intern)
- mi kt ā b un, màquina d'escriure

## Escriptura
L'àrab pertany a la família de llengües semítiques, una família lingüística originària d'Orient Mitjà, a la qual també pertanyen l'hebreu i l'arameu. Cal destacar que l'escriptura de l'àrab, coneguda com a alfabet àrab, deriva molt directament de l'alfabet arameu. Cap d'aquests dos alfabets sol transcriure usualment les vocals breus (encara que sí que transcriu algunes de llargues). L'àrab clàssic, i en particular per a la compilació de l'Alcorà, va desenvolupar marques especials de puntuació per assenyalar les vocals breus, indicades sobre les línies mitjançant una puntuació especial. L'àrab s'escriu de dreta a esquerra.